# Mastigosporium kitzebergense
Mastigosporium kitzebergense är en svampart som beskrevs av U. Schlöss. 1970. Mastigosporium kitzebergense ingår i släktet Mastigosporium, divisionen sporsäcksvampar och riket svampar.   Inga underarter finns listade i Catalogue of Life.